# 고온 검사
고온 검사는 프로세스인데 제품 출하하기 전(가끔 콤포넌트로 완벽하게 조립되기 전)에 수행한다.
이 시험은 목적은 시스템 신뢰성 욕조 커브(bathtub curve)의 초기에 높은 고장률을 갖는 주기 동안에 고장을 발생시키게 함으로써 어떤 부품이 문제가 있는지를 감지한다.

## 같이 보기
- 고장률(Failure rate )
- 신뢰성 이론(Reliability theory)
- 생존 분석(Survival analysis)